# Cyd Charisse
Cyd Charisse, pseudonimo di Tula Ellice Finklea (Amarillo, 8 marzo 1922 – Los Angeles, 17 giugno 2008), è stata una ballerina e attrice statunitense.

## Biografia

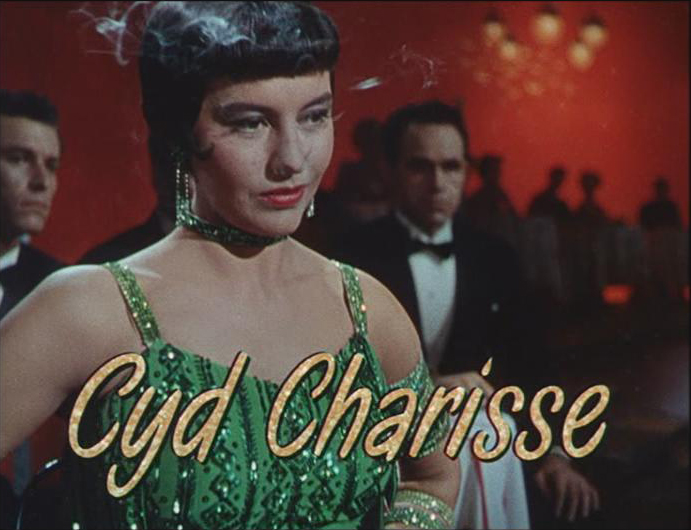
Cyd Charisse nel trailer di Cantando sotto la pioggia (1952)

Era figlia di Lela Norwood e Ernest Enos Finklea Sr., gioielliere. Il nome Cyd sarebbe stato derivato dalla pronuncia infantile della sillaba sis, detta dal fratello minore dell'attrice Thomas Jarrell Finklea. Ancora bambina iniziò a studiare danza a Los Angeles alla scuola di Adolph Bolm e Bronislawa Nijinska, entrando a 13 anni nel corso di ballo del Ballets Russes con il nome di Siderova.
Interrotta l'attività della compagnia di danza a causa della seconda guerra mondiale, ritornò a Los Angeles, dove il produttore David Lichine le offrì un ruolo nel musical Something to Shout About di Gregory Ratoff. Con questa partecipazione, la Charisse fu notata dal coreografo Robert Alton (già scopritore di Gene Kelly) che la segnalò all'unità di produzione di Arthur Freed presso la MGM, casa cinematografica per la quale Cyd firmerà un contratto di sette anni.
Debuttò nel cinema con il film Nasce una stella (1943) di Gregory Ratoff, ove fu accreditata con lo pseudonimo di Lily Norwood, cui seguì Mission to Moscow nello stesso anno, diretta da Michael Curtiz. Ma fu nel musical che l'attrice si affermò per il suo talento di ballerina, per la sua sontuosa avvenenza e per la bellezza statuaria delle sue gambe. Cyd Charisse fece coppia sia con Fred Astaire che con Gene Kelly. Con il primo danzò in un breve numero di Ziegfeld Follies (1946), tratto dallo spettacolo teatrale omonimo in scena a Broadway, per affiancarlo successivamente in una parte di primo piano nel film Spettacolo di varietà (1953) di Vincente Minnelli, di cui si ricordano i numeri Dancing in the Dark e Girl Hunt Ballet.

Nel 1957 fece nuovamente coppia con Astaire ne La bella di Mosca (1957) di Rouben Mamoulian, remake musicale del film Ninotchka (1939) (interpretato da Greta Garbo). L'interpretazione di Ninotchka Yoshenko fece ottenere alla Charisse una nomination come migliore attrice protagonista al Golden Globe e le fruttò il secondo posto ai Laurel Awards del 1957. Nella sua autobiografia, ripresa da John Mueller per il suo libro Astaire Dancing, Fred Astaire ebbe parole di elogio per la Charisse, scrivendo di lei:
()

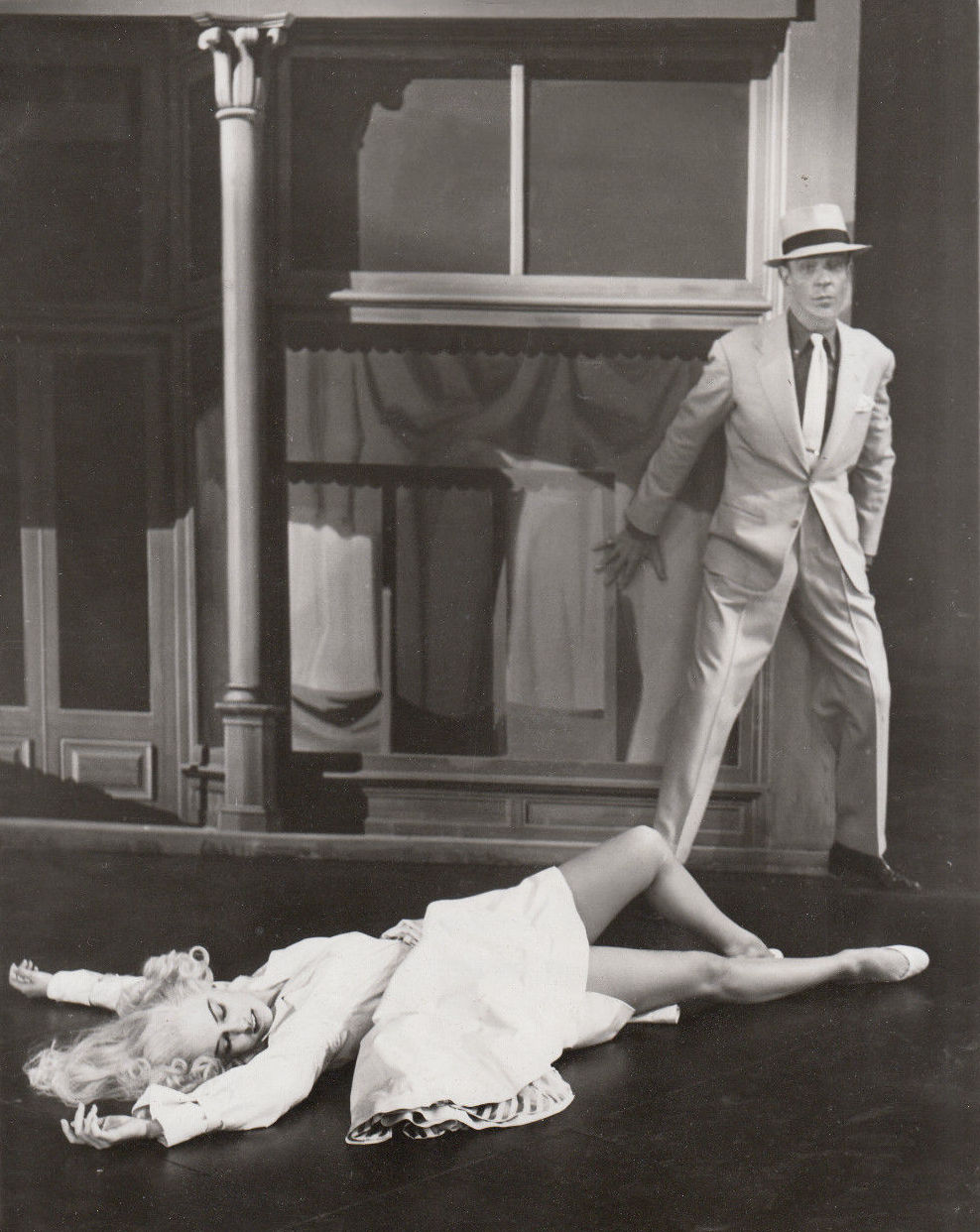
Cyd Charisse e Fred Astaire in Spettacolo di varietà (1953)

Dopo avere danzato al fianco di Gene Kelly in Cantando sotto la pioggia (1952) di Stanley Donen, nel balletto Broadway Melody, che mise ulteriormente in risalto la sensualità e l'eleganza dell'attrice, tornò al fianco di Kelly in Brigadoon (1954) di Vincente Minnelli, commedia musicale dai toni favolistici e di ambientazione scozzese, e in È sempre bel tempo (1956) di Stanley Donen, con terzo protagonista Dan Dailey e che fu il penultimo musical della Charisse per la MGM. In quegli anni recitò anche nel western Inferno bianco (1952) di Andrew Marton, accanto a Stewart Granger e Wendell Corey. Con il lento ma inesorabile tramonto del musical cinematografico di stile hollywoodiano, che le diede una grande popolarità, negli anni sessanta la Charisse si ritirò dal mondo della danza, pur continuando a partecipare a film di altro genere, tra cui Il capitano dei mari del sud (1958) di Joseph Pevney, Il dominatore di Chicago (1958) di Nicholas Ray, Due settimane in un'altra città (1962) di Vincente Minnelli, Assassinio made in Italy (1965) di Silvio Amadio e Matt Helm il silenziatore (1966) di Phil Karlson.
Nel 1959 la MGM aveva proposto l'attrice per il ruolo della protagonista in Intrigo internazionale di Alfred Hitchcock, ma la parte, su insistenza del regista, venne poi assegnata ad Eva Marie Saint. Nel 1962 fu inserita nel cast della commedia Something's Got to Give di George Cukor, accanto a Dean Martin e Tom Tryon, ma, come è noto, la pellicola rimase incompiuta per la morte della protagonista Marilyn Monroe. Prese parte anche a varie produzioni televisive fino agli anni novanta, oltre che a spettacoli in nightclub al fianco del secondo marito, l'attore e cantante Tony Martin. Con brevi cameo è inoltre apparsa nei video musicali I Want To Be Your Property (1987) di Blue Mercedes e Alright (1990) di Janet Jackson.
Nella sua autobiografia la Charisse ha espresso alcune considerazioni sulla sua esperienza artistica al fianco di Astaire e Kelly, definiti geni della danza: Kelly, più "muscolare" (e in grado come nessun altro di sollevare in alto la compagna di danza), era maggiormente dotato di inventiva a livello coreografico, mentre Astaire, forte di una maggiore coordinazione tecnica e di uno straordinario senso del ritmo, con l'aiuto del fido coreografo Hermes Pan, sapeva creare numeri favolosi sia per sé stesso che per la sua partner.
Considerata un'icona dello showbiz statunitense, il suo nome è iscritto fra quello delle celebrità della Hollywood Walk of Fame.

## Vita privata

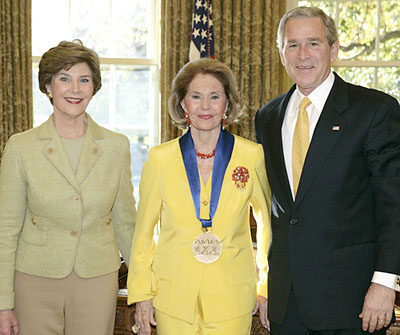
Cyd Charisse con George W. Bush e Laura Bush alla Casa Bianca per la consegna della National Medal of Arts del 2006

Il longevo matrimonio di Charisse con Tony Martin (sposato nel 1948) costituisce una rarità all'interno dello star system hollywoodiano. L'attrice - che era già stata sposata dal 1939 al 1947 con Nico Charisse, suo ex-insegnante di danza - ebbe due figli: Nico "Nicky" Charisse, nato nel 1942 dal primo matrimonio, e Tony Martin Jr., nato nel 1950 dalle seconde nozze. Sua nipote è l'attrice Nana Visitor, mentre la nuora di Martin, Liv Lindeland è stata playmate di Playboy nel gennaio del 1971 e Playmate of the Year di quell'anno per il numero di gennaio 1972.
Assieme a Martin (e a Dick Kleiner) scrisse nel 1976 la sua autobiografia intitolata The Two of Us.
Nel 2001 è stata inserita nel Guinness dei primati per le "più costose gambe", assicurate nel 1952 per cinque milioni di dollari (tale primato era precedentemente detenuto da Betty Grable).
La vita privata di Cyd Charisse è stata segnata anche da un tragico evento, la morte della nuora Sheila, avvenuta in un incidente aereo nel 1979 su un volo dell'American Airlines.
Nel 1990, seguendo l'esempio di simili iniziative adottate da colleghe della MGM come Debbie Reynolds e Angela Lansbury, la Charisse produsse un video di carattere salutista - Easy Energy Shape Up - destinato ad anziani desiderosi di mantenere una buona forma fisica. Apparve spesso in documentari celebrativi dell'epoca d'oro di Hollywood.
Il 9 novembre 2006, in una cerimonia privata tenuta alla Casa Bianca, il presidente degli Stati Uniti George W. Bush le conferì la National Medal of the Arts and Humanities, il più alto riconoscimento statunitense nel campo delle arti, con la seguente motivazione:
Il 16 giugno 2008 Cyd Charisse fu trasportata d'urgenza al Cedars-Sinai Medical Center di Los Angeles, colpita da infarto. Morì il giorno dopo, a 86 anni. È stata sepolta nell'Hillside Memorial Park Cemetery, un cimitero ebraico a Culver City, California.

## Filmografia

### Cinema

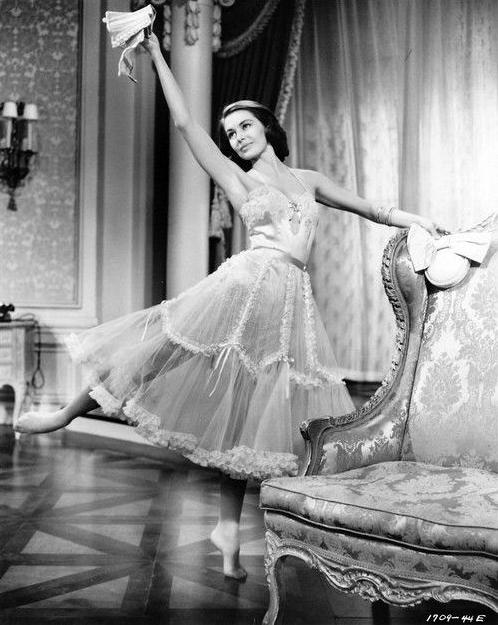
Cyd Charisse nel film La bella di Mosca (1957)

- Nasce una stella (Something to Shout About), regia di Gregory Ratoff (1943)
- Mission to Moscow, regia di Michael Curtiz (1943)
- La parata delle stelle (Thousands Cheer), regia di George Sidney (1943)
- This Love of Mine, regia di Jack Shaindlin (1944)
- Le ragazze di Harvey (The Harvey Girls), regia di George Sidney (1946)
- Ziegfeld Follies, regia di Lemuel Ayers (1946)
- Three Wise Fools, regia di Edward Buzzell (1946)
- Nuvole passeggere (Till the Clouds Roll By), regia di Richard Whorf (1946)
- La matadora (Fiesta), regia di Richard Thorpe (1947)
- La danza incompiuta (The Unfinished Dance), regia di Henry Koster (1947)
- Su un'isola con te (On an Island with You), regia di Richard Thorpe (1948)
- Il bacio del bandito (The Kissing Bandit), regia di László Benedek (1948)
- Parole e musica (Words and Music), regia di Norman Taurog (1948)
- Tensione (Tension), regia di John Berry (1949)
- I marciapiedi di New York (East Side, West Side), regia di Mervyn LeRoy (1949)
- Il marchio del rinnegato (Mark of the Renegade), regia di Hugo Fregonese (1951)
- Cantando sotto la pioggia (Singin' in the Rain), regia di Stanley Donen e Gene Kelly (1952)
- Inferno bianco (The Wild North), regia di Andrew Marton (1952)
- Sombrero, regia di Norman Foster (1953)
- Spettacolo di varietà (The Band Wagon), regia di Vincente Minnelli (1953)
- Fatta per amare (Easy to Love), regia di Charles Walters (1953)
- Brigadoon, regia di Vincente Minnelli (1954)
- Così parla il cuore (Deep in My Heart), regia di Stanley Donen (1954)
- È sempre bel tempo (It's Always Fair Weather), regia di Stanley Donen e Gene Kelly (1955)
- Donne... dadi... denaro! (Meet Me in Las Vegas), regia di Roy Rowland (1956)
- La bella di Mosca (Silk Stockings), regia di Rouben Mamoulian (1957)
- Il capitano dei mari del sud (Twilight for the Gods), regia di Joseph Pevney (1958)
- Il dominatore di Chicago (Party Girl), regia di Nicholas Ray (1958)
- 1-2-3-4 ou Les Collants noirs, regia di Terence Young (1960)
- Cinque ore in contanti, regia di Mario Zampi (1961)
- Due settimane in un'altra città (Two Weeks in Another Town), regia di Vincente Minnelli (1962)
- Something's Got to Give, regia di George Cukor (1962) - incompiuto
- Assassinio made in Italy, regia di Silvio Amadio (1965)
- Matt Helm il silenziatore (The Silencers), regia di Phil Karlson (1966)
- Dossier Marocco 7 (Maroc 7), regia di Gerry O'Hara (1967)
- Won Ton Ton, il cane che salvò Hollywood (Won Ton Ton, the Dog Who Saved Hollywood), regia di Michael Winner (1976)
- Le 7 città di Atlantide (Warlords of Atlantis), regia di Kevin Connor (1978)
- Visioni private, regia di Ninni Bruschetta, Francesco Calogero e Donald Ranvaud (1989)

### Televisione
- Scacco matto (Checkmate) – serie TV, episodio 1x29 (1961)
- The Danny Thomas Hour – serie TV, episodio 1x01 (1967)
- Hawaii Squadra Cinque Zero (Hawaii Five-0) – serie TV, episodio 11x07 (1978)
- La signora in giallo (Murder, She Wrote) – serie TV, episodio 2x01 (1985)

## Doppiatrici italiane
- Dhia Cristiani in La bella di Mosca, È sempre bel tempo, Donne... Dadi... Denaro, Brigadoon, Il dominatore di Chicago
- Elda Tattoli in Sombrero, La matadora, Parole e musica, Fatta per amare, Spettacolo di varietà
- Miranda Bonansea in I marciapiedi di New York, Tensione
- Lydia Simoneschi in Il bacio del bandito, Il marchio del rinnegato
- Paola Veneroni in Le ragazze di Harvey
- Micaela Giustiniani in Inferno bianco
- Andreina Pagnani in Il capitano dei mari del sud
- Maria Pia Di Meo in Due settimane in un'altra città
- Angiola Baggi in La signora in giallo